# Coupe de France de football 1984-1985
 (juillet 2018).
Navigation
Coupe de France 1983-1984 Coupe de France 1985-1986
La Coupe de France 1984-1985 est la 68e édition de la coupe de France, et a vu l'AS Monaco FC l'emporter sur le Paris Saint-Germain FC en finale, le 8 juin 1985. Il s'agit du quatrième trophée remporté par le club de la Principauté.

## Résultats

### Trente-deuxièmes de finale
Les 32es de finale sont disputés sur terrains neutres.
| Division        | Club                     | Score               | Club                       | Division        | Lieu              |
| --------------- | ------------------------ | ------------------- | -------------------------- | --------------- | ----------------- |
| Division 2 (D2) | OGC Nice                 | 2 - 0               | SC Toulon-Var              | Division 1 (D1) | Cannes            |
| Division 1 (D1) | SEC Bastia               | 4 - 2 a.p.          | RC Strasbourg              | Division 1 (D1) | Chalon-sur-Saône  |
| Division 1 (D1) | FC Nantes                | 4 - 1 a.p.          | Chamois niortais FC        | Division 3 (D3) | Poitiers          |
| Division 2 (D2) | FC Mulhouse 1893         | 3 - 0               | US Moissy-Cramayel         |                 | Fontainebleau     |
| Division 1 (D1) | AS Monaco FC             | 2 - 1               | SC Amiens                  | Division 2 (D2) | Abbeville         |
| Division 1 (D1) | Olympique de Marseille   | 1 - 1 a.p., 4-1 tab | USM Senlis                 | Division 4 (D4) | Saint-Quentin     |
| Division 1 (D1) | Lille OSC                | 4 - 0               | Stade lavallois            | Division 1 (D1) | Le Havre          |
| Division 1 (D1) | RC Lens                  | 2 - 0               | AS Brest                   | Division 3 (D3) | Saint-Brieuc      |
| Division 2 (D2) | Le Havre AC              | 4 - 1               | AS Libourne                | Division 3 (D3) | Agen              |
| Division 3 (D3) | Clermont FC              | 2 - 2 a.p., 4-3 tab | GFC Ajaccio                | Division 3 (D3) | La Ciotat         |
| Division 1 (D1) | FC Girondins de Bordeaux | 6 -1                | CSC Thouars                | Division 4 (D4) | Brive             |
| Division 2 (D2) | Nîmes Olympique          | 3 - 1               | FC Villefranche-sur-Saône  | Division 3 (D3) | Péronnas          |
| Division 1 (D1) | RC Paris                 | 1 - 0 a.p.          | ES Viry-Châtillon          | Division 3 (D3) | Versailles        |
| Division 2 (D2) | CS Sedan-Ardennes        | 1 - 0               | ES La Rochelle             | Division 3 (D3) | Angoulême         |
| Division 2 (D2) | Stade français 92        | 2 - 1               | AS Plouhinec               | DH (D5)         | Quimper           |
| Division 3 (D3) | FC Pau                   | 1 - 0               | Stade quimpérois           | Division 2 (D2) | Mont-de-Marsan    |
| Division 2 (D2) | Stade rennais FC         | 2 - 0               | AEP Le Bourg-sous-la-Roche | Division 2 (D2) | Vannes            |
| Division 2 (D2) | FC Valence               | 2 - 1               | AS Beauvais-Marissel       | Division 3 (D3) | Creil             |
| Division 1 (D1) | FC Rouen                 | 2 - 1               | SM Caen                    | Division 2 (D2) | Cherbourg         |
| Division 1 (D1) | Toulouse FC              | 1 - 0               | US Orléans                 | Division 2 (D2) | Blois             |
| Division 2 (D2) | FC Sète                  | 1 - 0               | AS Corbeil-Essonnes        | Division 3 (D3) | Meaux             |
| Division 1 (D1) | FC Sochaux-Montbéliard   | 3 - 2 a.p.          | FC Martigues               | Division 2 (D2) | Arles             |
| Division 2 (D2) | AS Cannes                | 3 - 2 a.p.          | FC Antibes-Juan-les-Pins   | Division 3 (D3) | Fréjus            |
| Division 1 (D1) | Brest Armorique FC       | 3 - 1               | Olympique lyonnais         | Division 2 (D2) | Saint-Étienne     |
| Division 1 (D1) | Paris Saint-Germain FC   | 0 - 0 a.p., 8-7 tab | Montpellier PSC            | Division 2 (D2) | Alès              |
| DH (D5)         | AS Mantes-la-Ville       | 2 - 1 a.p.          | SO Maine                   | Division 3 (D3) | Évreux            |
| Division 2 (D2) | AS Red Star 93           | 1 - 1 a.p., 7-6 tab | Stade compiégnois          | Division 3 (D3) | Montataire        |
| Division 3 (D3) | US Maubeuge              | 4 - 1 a.p.          | SA Épinal                  | Division 3 (D3) | Vitry-le-François |
| Division 1 (D1) | FC Metz                  | 0 - 0 a.p., 4-3 tab | AJ Auxerre                 | Division 1 (D1) | Paris             |
| Division 2 (D2) | AS Saint-Étienne         | 1 - 0               | FC Tours                   | Division 1 (D1) | Nevers            |
| Division 1 (D1) | AS Nancy-Lorraine        | 2 - 0               | FC Annecy                  | Division 3 (D3) | Grenoble          |
| Division 2 (D2) | RCFC Besançon            | 1 - 0               | FC Kronenbourg             | Division 4 (D4) | Colmar            |

### Seizièmes de finale
| Division        | Club                     | Aller | Total  | Retour     | Club                   | Division        |
| --------------- | ------------------------ | ----- | ------ | ---------- | ---------------------- | --------------- |
| Division 1 (D1) | FC Metz                  | 3 - 1 | 3 - 3  | 0 - 2      | SEC Bastia             | Division 1 (D1) |
| Division 1 (D1) | FC Girondins de Bordeaux | 3 - 1 | 4 - 6  | 1 - 5 a.p. | Lille OSC              | Division 1 (D1) |
| Division 1 (D1) | FC Nantes                | 6 - 0 | 8 - 1  | 2 - 1      | FC Sète                | Division 2 (D2) |
| Division 2 (D2) | RCFC Besançon            | 0 - 0 | 0 - 5  | 0 - 5      | AS Monaco FC           | Division 1 (D1) |
| Division 2 (D2) | FC Mulhouse 1893         | 3 - 0 | 3 - 2  | 0 - 2      | Brest Armorique FC     | Division 1 (D1) |
| Division 1 (D1) | RC Lens                  | 4 - 0 | 4 - 0  | 0 - 0      | Stade français 92      | Division 2 (D2) |
| Division 2 (D2) | Le Havre AC              | 2 - 2 | 3 - 4  | 1 - 2      | Paris Saint-Germain FC | Division 1 (D1) |
| Division 2 (D2) | FC Valence               | 1 - 0 | 2 - 2  | 1 - 2      | Olympique de Marseille | Division 1 (D1) |
| Division 2 (D2) | Stade rennais FC         | 0 - 0 | 0 - 2  | 0 - 2      | FC Rouen               | Division 1 (D1) |
| Division 1 (D1) | RC Paris                 | 3 - 0 | 4 - 1  | 1 - 1      | AS Red Star 93         | Division 2 (D2) |
| Division 3 (D3) | Clermont FC              | 1 - 2 | 2 - 5  | 1 - 3      | Toulouse FC            | Division 1 (D1) |
| Division 3 (D3) | FC Pau                   | 0 - 1 | 0 - 4  | 0 - 3      | AS Nancy-Lorraine      | Division 1 (D1) |
| DH (D5)         | AS Mantes-la-Jolie       | 0 - 3 | 1 - 11 | 1 - 8      | FC Sochaux-Montbéliard | Division 1 (D1) |
| Division 2 (D2) | OGC Nice                 | 1 - 2 | 2 - 6  | 1 - 4      | AS Saint-Étienne       | Division 2 (D2) |
| Division 2 (D2) | Nîmes Olympique          | 3 - 1 | 3 - 2  | 0 - 1      | AS Cannes              | Division 2 (D2) |
| Division 3 (D3) | US Maubeuge              | 1 - 3 | 2 - 4  | 1 - 1      | CS Sedan-Ardennes      | Division 2 (D2) |

### Huitièmes de finale
| Division        | Club              | Aller | Total  | Retour | Club                   | Division        |
| --------------- | ----------------- | ----- | ------ | ------ | ---------------------- | --------------- |
| Division 1 (D1) | AS Nancy-Lorraine | 2 - 1 | 2 - 5  | 0 - 4  | Paris Saint-Germain FC | Division 1 (D1) |
| Division 1 (D1) | SEC Bastia        | 0 - 2 | 1 - 7  | 1 - 5  | FC Sochaux-Montbéliard | Division 1 (D1) |
| Division 1 (D1) | Lille OSC         | 2 - 1 | 2 - 1  | 0 - 0  | FC Rouen               | Division 1 (D1) |
| Division 1 (D1) | FC Nantes         | 1 - 1 | 3 - 1  | 2 - 1  | Nîmes Olympique        | Division 2 (D2) |
| Division 1 (D1) | RC Lens           | 1 - 1 | 2 - 3  | 1 - 2  | AS Saint-Étienne       | Division 2 (D2) |
| Division 2 (D2) | CS Sedan-Ardennes | 0 - 3 | 0 - 4  | 0 - 1  | AS Monaco FC           | Division 1 (D1) |
| Division 1 (D1) | Toulouse FC       | 7 - 0 | 10 - 0 | 3 - 0  | FC Valence             | Division 2 (D2) |
| Division 1 (D1) | RC Paris          | 2 - 1 | 4 - 2  | 2 - 1  | FC Mulhouse 1893       | Division 2 (D2) |

### Quarts de finale
| Division        | Club                   | Aller | Total | Retour | Club                   | Division        |
| --------------- | ---------------------- | ----- | ----- | ------ | ---------------------- | --------------- |
| Division 1 (D1) | AS Monaco FC           | 3 - 0 | 6 - 0 | 3 - 0  | RC Paris               | Division 1 (D1) |
| Division 1 (D1) | Toulouse FC            | 2 - 0 | 5 - 3 | 3 - 3  | FC Sochaux-Montbéliard | Division 1 (D1) |
| Division 2 (D2) | AS Saint-Étienne       | 1 - 0 | 1 - 2 | 0 - 2  | Lille OSC              | Division 1 (D1) |
| Division 1 (D1) | Paris Saint-Germain FC | 1 - 0 | 2 - 0 | 1 - 0  | FC Nantes              | Division 1 (D1) |

### Demi-finales
| Division        | Club         | Aller | Total | Retour              | Club                   | Division        |
| --------------- | ------------ | ----- | ----- | ------------------- | ---------------------- | --------------- |
| Division 1 (D1) | Toulouse FC  | 2 - 0 | 2 - 2 | 0 - 2 a.p., 3-5 tab | Paris Saint-Germain FC | Division 1 (D1) |
| Division 1 (D1) | AS Monaco FC | 2 - 0 | 2 - 1 | 0 - 1               | Lille OSC              | Division 1 (D1) |

### Finale
| Entraîneur :  |
| Lucien Muller |

| Entraîneur :    |
| Christian Coste |

| Entraîneur :  |
| Lucien Muller |

| Entraîneur :    |
| Christian Coste |